# 平鎮区

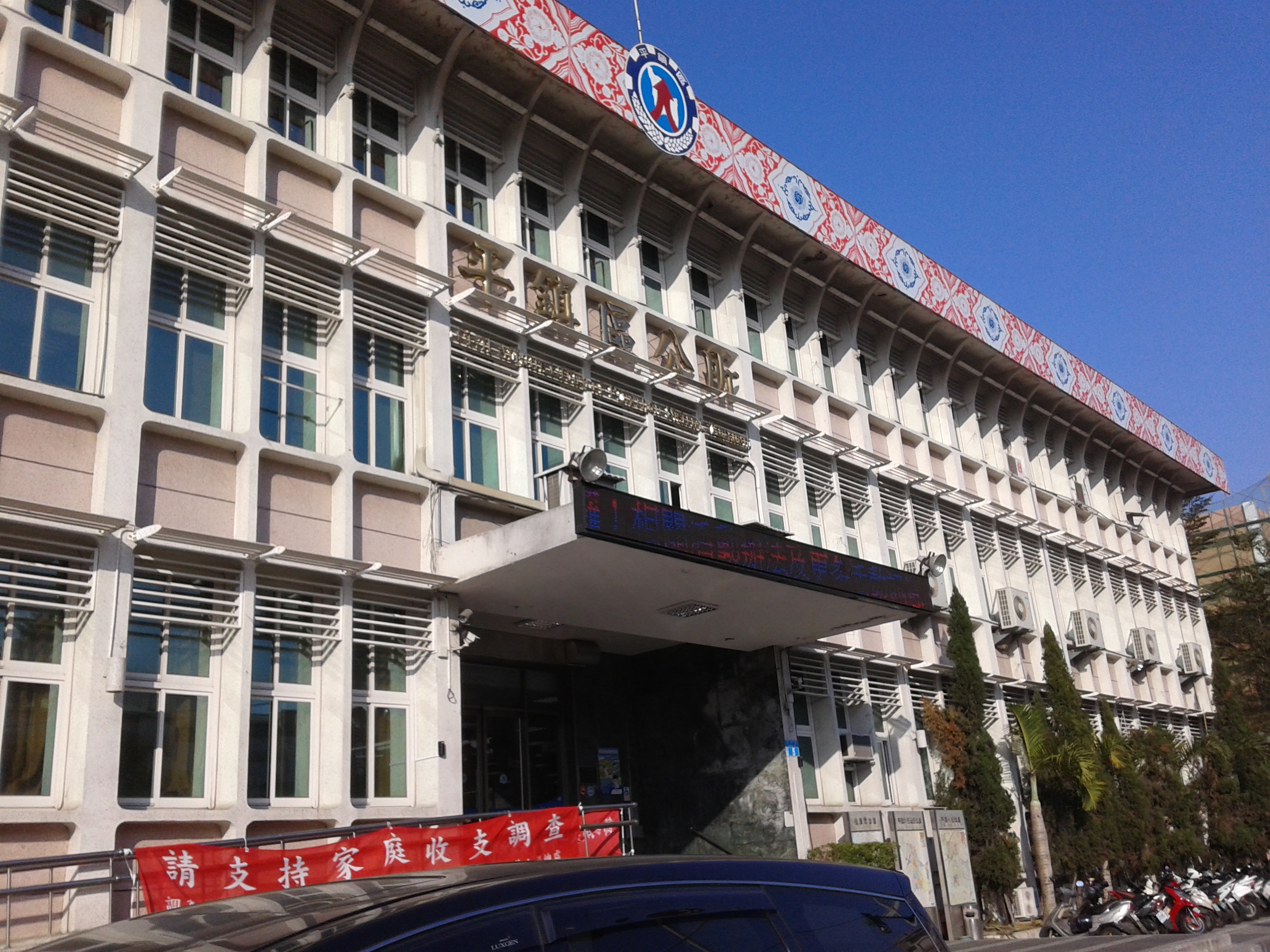
平鎮区役所

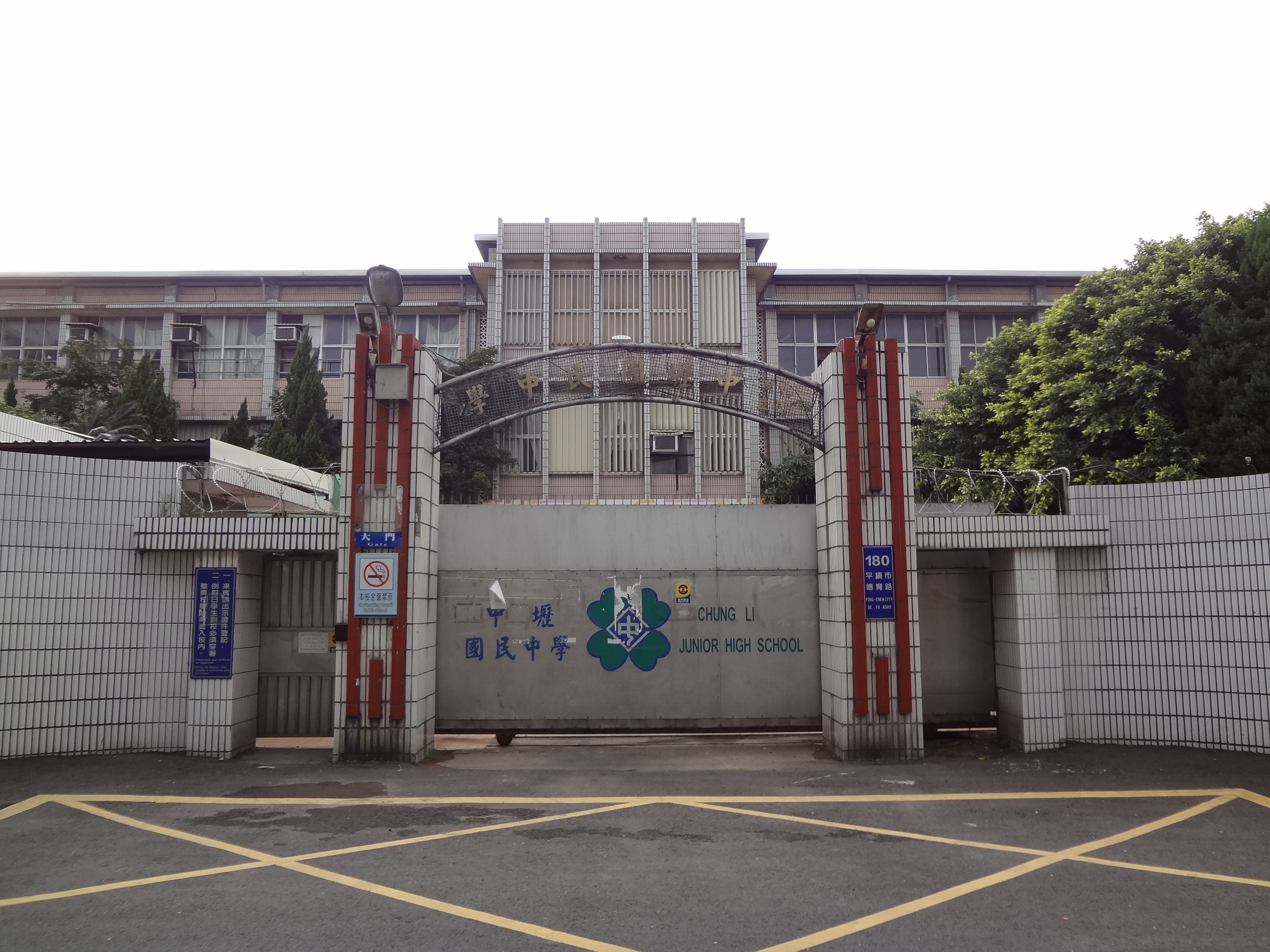
桃園市立中壢国民中学

平鎮区（ピンジェン/へいちん-く）は台湾桃園市の市轄区。

## 歴史
平鎮区の旧名は「安平鎮」であり、大湖口から中壢、桃園に至る旅行の安全を願って命名された。また清代に張望寮は設置されたことから「張望寮」とも称された。「安平鎮」の地名が、後に民衆の保護平安を願うことから平安鎮と改称され、1920年に「平鎮」と改称された。1992年に人口増加により平鎮市に昇格した。2014年12月25日、桃園県が直轄市となり桃園市と改称したことから、平鎮市は平鎮区と改名し、市轄区となった。

## 行政区
| 地区   | 里                                                                                             |
| ------ | ---------------------------------------------------------------------------------------------- |
| 双連坡 | 高双里、双連里                                                                                 |
| 宋屋   | 復旦里、復興里、広達里、広興里、義民里、義興里、宋屋里、平興里、広仁里                         |
| 北勢   | 新栄里、新英里、新富里、新貴里、新勢里、北安里、北勢里、北華里、金陵里、北興里、北貴里、北富里 |
| 社子   | 東社里、龍恩里、龍新里、忠貞里、中正里、貿易里                                                 |
| 安平鎮 | 平鎮里、鎮興里                                                                                 |
| 南勢   | 南勢里、平安里、金星里、平南里                                                                 |
| 東勢   | 建安里、東勢里、新安里、東安里、華安里                                                         |
| 山仔頂 | 湧豊里、湧安里、湧光里、荘敬里、山峰里、福林里                                                 |

## 交通
- 中山高速道路：平鎮ジャンクション
- 台1線

## 教育

### 大学
- 国立台北商業大学桃園キャンパス

### 高級中学
- 桃園市立平鎮高級中学
- 私立育達高級中学
- 私立六和高級中学
- 私立復旦高級中学

### 国民中学
- 桃園市立中壢国民中学
- 桃園市立平鎮国民中学
- 桃園市立平南国民中学
- 桃園市立平興国民中学
- 桃園市立東安国民中学
- 復旦高級中学国中部
- 六和高級中学国中部

### 軍事学校
- 陸軍兵站訓練センター
- 陸軍通信電子情報訓練センター

## 歴代首長
- 平鎮庄庄長
  - 黄立枝（2期）、湯鼎佑（4期）、鄧盛裘（1期）、時任藤二（1期）、過井（2期）
- 平鎮郷郷長（官選）
  - 呉亜全（1期）、謝清京（1期）、陳増祥（1期）、黄阿栄（1期）
- 平鎮郷郷長（公選）
  - 宋維建（2期）、陳増祥（2期）、王年龍（1期）、范良森（代理）、鄧仁汶（1期）、范良森（代理）、黄振集（2期）、范良森（代理）、陳進祥（2期）、鄒貴琳（代理）、荘玉光（1期）
- 平鎮市市長
  - 荘玉光（2期）、葉歩来（1期）、李月琴（1期）、陳万得（2期）
- 平鎮区区長
  - 林茂山（代理）、何明光

## 観光地
- 平鎮褒忠祠（中国語版）（義民廟）
- 平鎮延平路日式宿舍（中国語版）
- 八角塘
- 伯公潭